# Dermatosi da artropodi

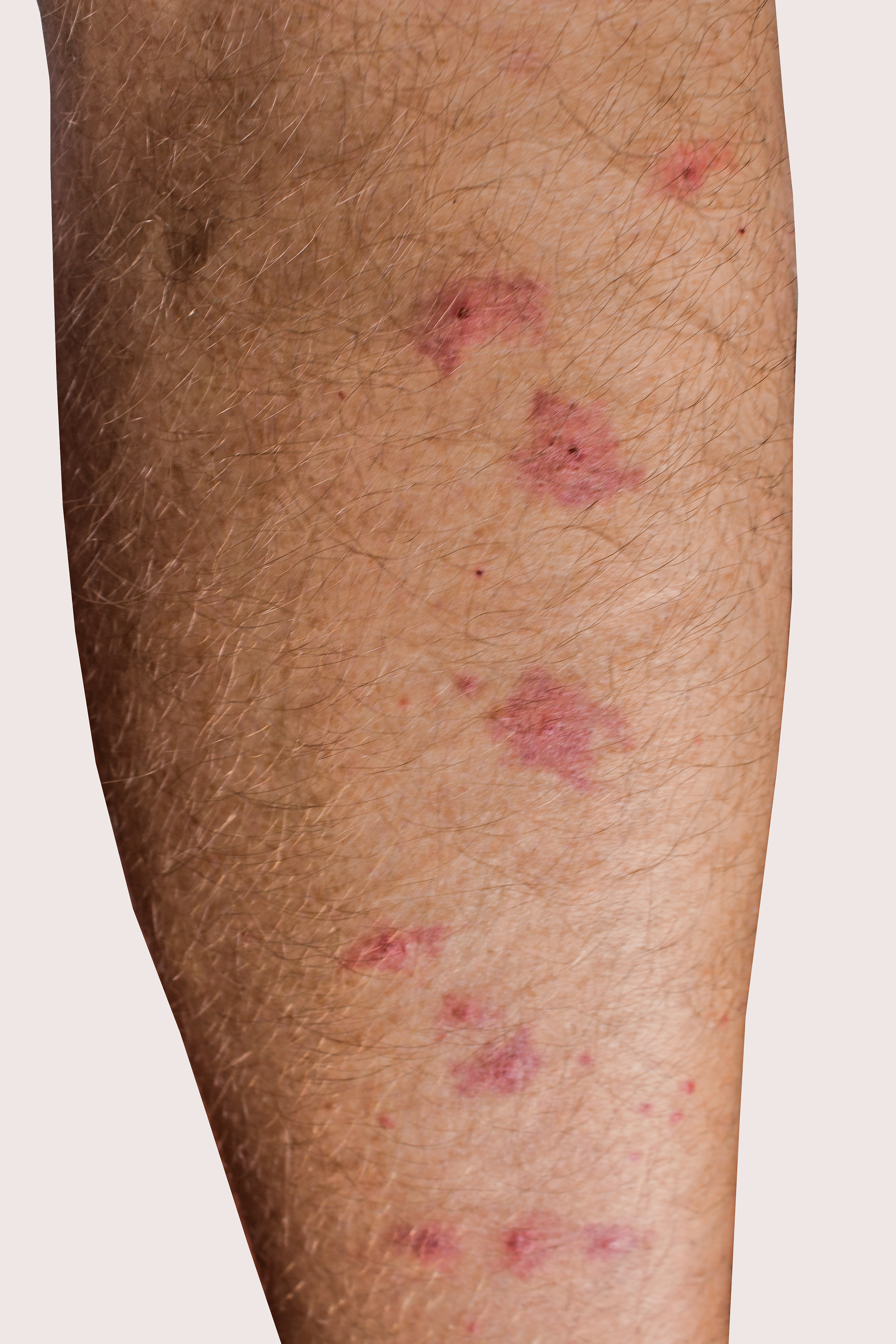
Lesioni da morsi di tafani

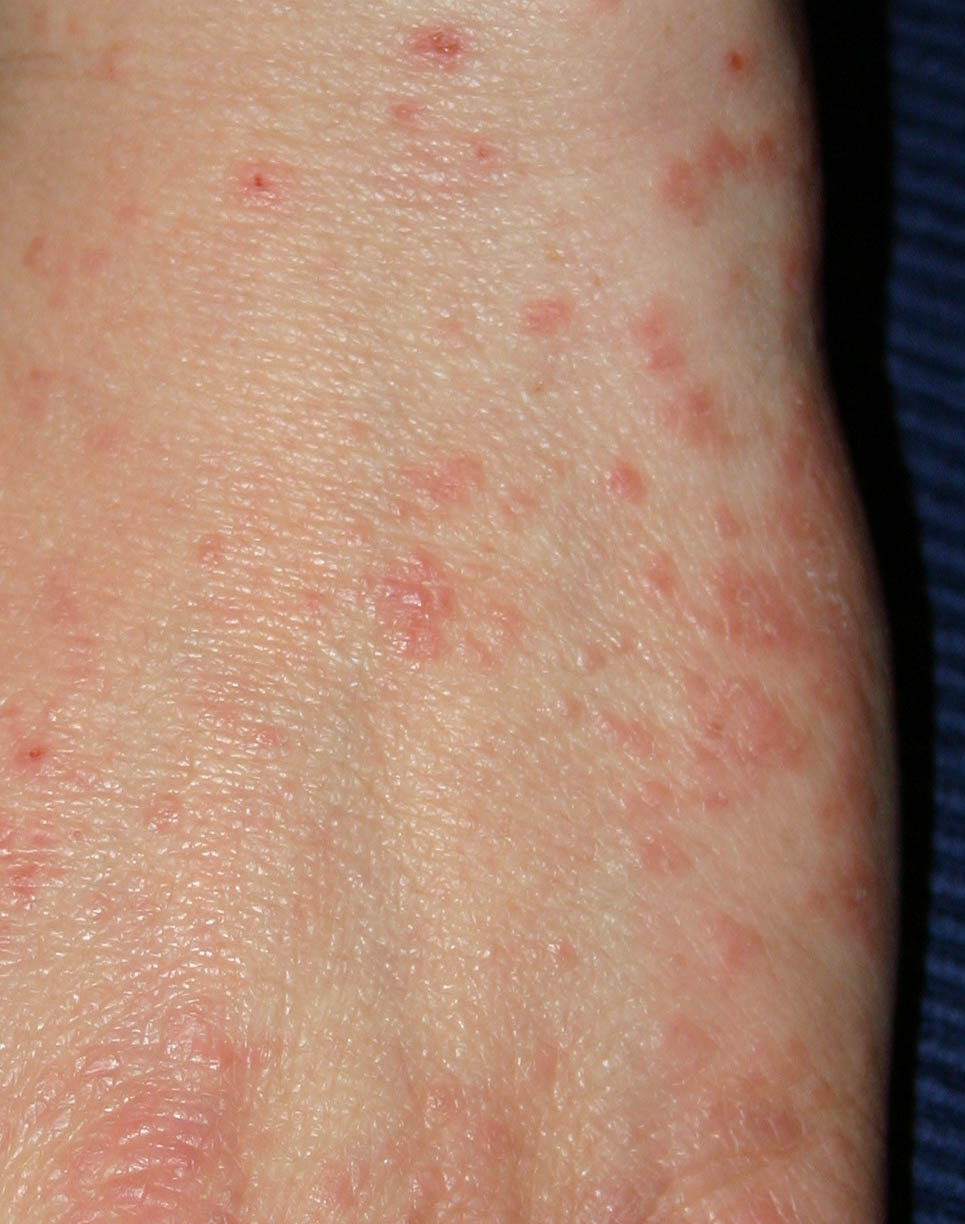
Mano con acarodermatosi

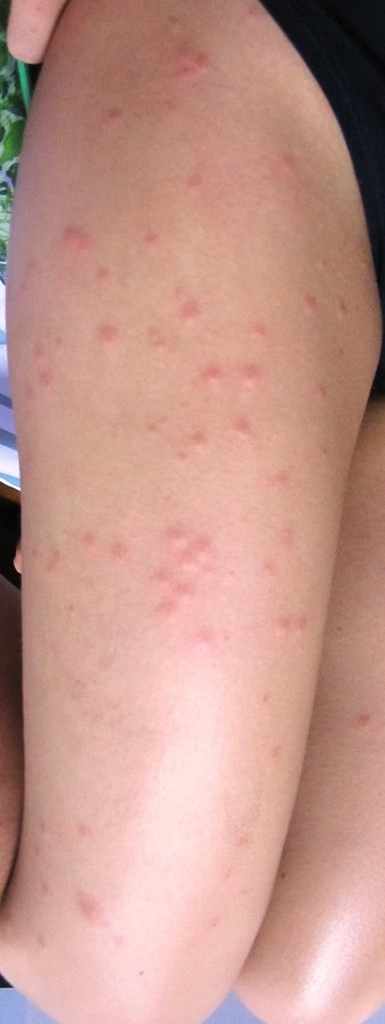
Lesioni da punture da flebotomi indonesiani

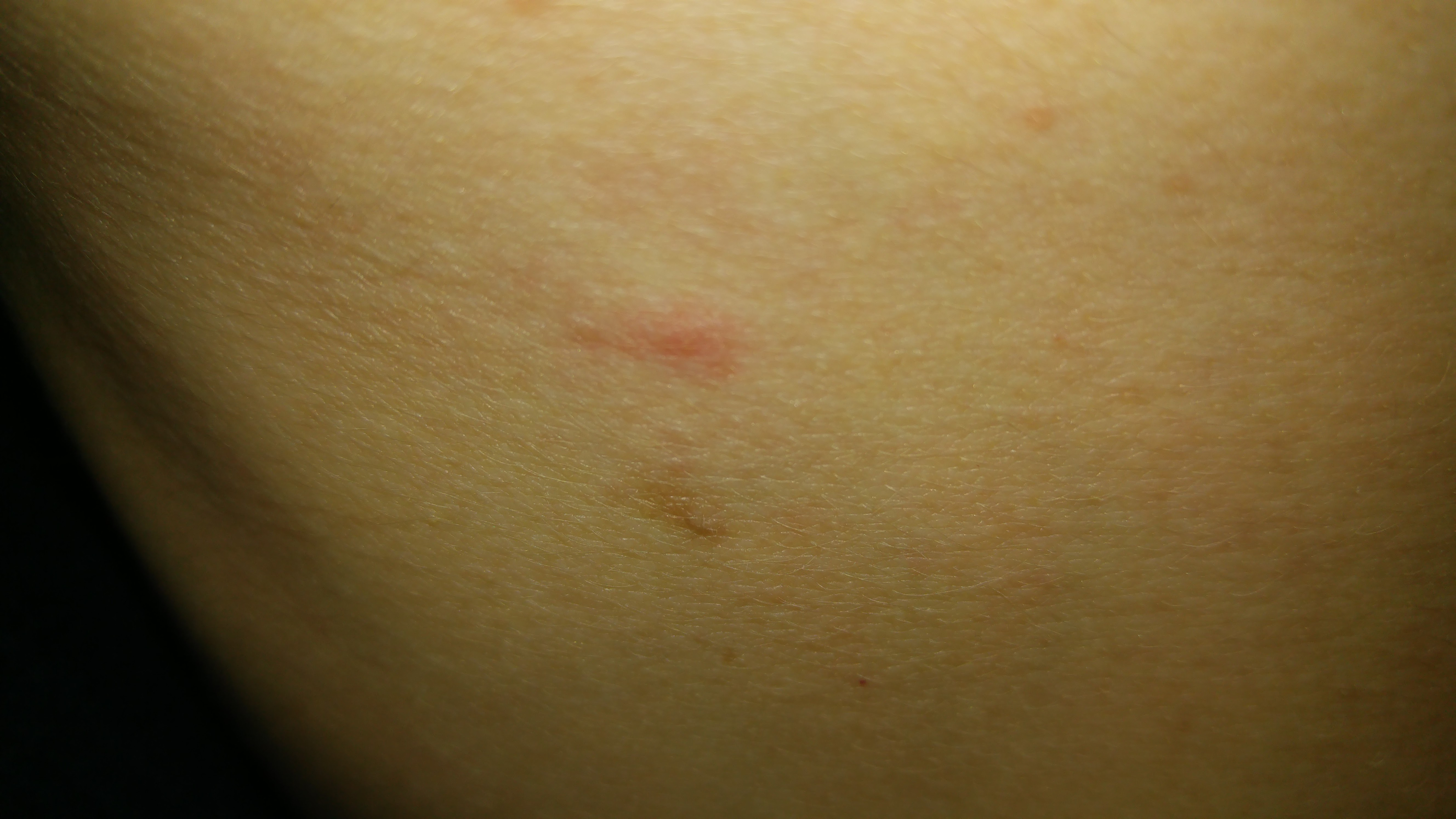
Lesioni da morsi di acari

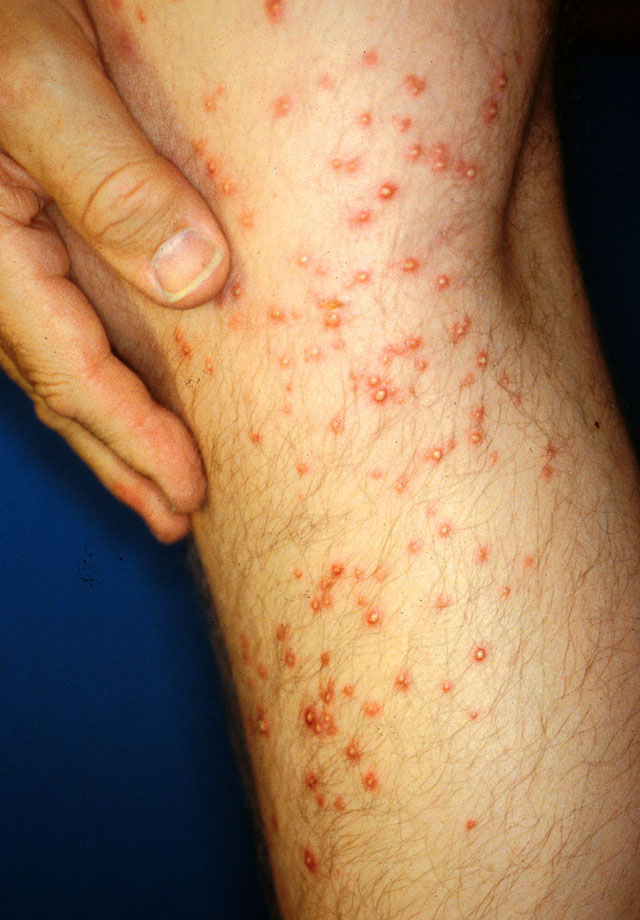
Gamba con morsi di formiche

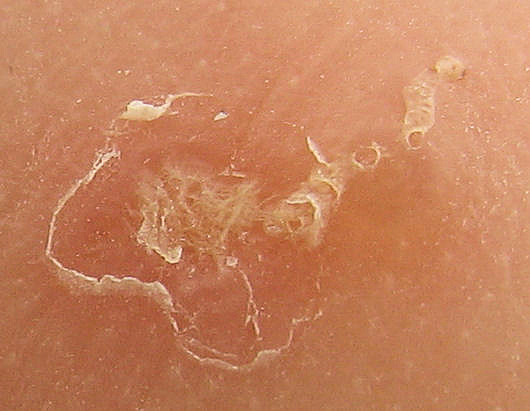
Lesione a cunicolo della scabbia

Le dermatosi da artropodi o entomodermatosi sono lesioni cutanee e dermatiti, occasionali e non, causate da animali appartenenti al grande phylum degli arthropoda, in particolare ragni o insetti. Da quest'ultima classe il prefisso: entomo- utilizzato anche se ci si riferisce ad artropodi di classi diverse.
L'interazione tra l'uomo e diversi artropodi può avere una notevole rilevanza sanitaria sia per le malattie, alcune molto gravi, trasmesse da artropodi, dove l'artropode è il vettore di agenti patogeni (virus, batteri, protozoi), sia per l'attività ectoparassitaria e/o tossicologica dell'artropode stesso.
Il termine entomodermatosi da alcuni autori viene privilegiato per distinguere le dermatosi da artropodi occasionali o diverse dalle parassitosi permanenti.
Il parassita trae un vantaggio alimentare, riproduttivo o di nicchia ecologica a spese della cute umana.  Per quanto riguarda le parassitosi cutanee queste possono essere permanenti (es. pidocchi, scabbia) o ectoparassitosi temporanee, dove il parassita dopo essersi nutrito si può allontanare dalla pelle (es. pulci, cimici).
Le principali parassitosi cutanee umane sono parassitosi obbligate, cioè parassitosi dove l’uomo rappresenta l’habitat idoneo alla sopravvivenza e riproduzione del parassita.
Tutti gli artropodi ematofagi possono essere di per sé causa di patologia ectoparassitaria anche se di molti l'unica reazione si riduce al fastidio o molestia per la puntura o per il contatto.  Sono possibili anche dermatosi causate da artropodi fitofagi, come la Thysanoptera o la Trombicula autumnalis, che può mordere l'uomo per nutrirsi dei fluidi linfatici.
Le più comuni parassitosi cutanee provocate da artropodi che si nutrono, riproducono, colonizzano sull'uomo sono: scabbia, pediculosi, tungiasi, miasi. La principale infestazione ectoparassitaria temporanea è l'infestazione da cimice dei letti.
Sono definite occasionali le parassitosi dovute a un contatto accidentale. In questo caso il danno arrecato in genere è temporaneo, perché l’artropode abbandona in breve tempo l’uomo alla ricerca del suo ospite naturale. Sono di questo tipo le dermatosi dovute all'attacco di parassiti del gatto o del cane o dei roditori o degli uccelli.
Diverso invece l'insulto tossico di alcuni artropodi che possono inoculare sostanze tossiche o farmacologicamente attive, che vengono rilasciate nel momento del pasto o come risposta difensiva a una provocazione (tipico degli insetti con pungiglione, scorpioni e ragni) o per il contatto con i peli urticanti di alcuni bruchi.
Mentre la stragrande maggioranza delle dermatosi da artropodi comportano irritazione, gonfiore, prurito, l'attacco tossico, da parte di alcune specie, può portare a una necrosi localizzata e/o a conseguenze sistemiche anche gravi. Solo alcune specie, normalmente non presenti in Italia, per quantità e tossicità delle sostanze inoculate possono portare alla morte di un uomo.
Il morso o la puntura dell'artropode introduce un rischio di infezione secondaria, attraverso la pelle lesa, e in alcune specie di trasmissione di malattie; vedi le malattie trasmesse dalle zecche e quelle trasmesse dalle zanzare.

## Nomenclatura
Il termine entomodermatosi non è condiviso a livello internazionale così come le definizioni: dermatosi, dermatiti, ectoparassitosi, parassitosi cutanee, sono oggetto di controversia. Il MeSH classifica gran parte delle dermatosi da artropodi tra le "infestazioni ectoparassitarie" specificando che la maggioranza di queste sono dovute ad artropodi. Nella letteratura medica internazionale alcune dermatosi da artropodi assumono nomi specifici correlati alla specie o all'ordine dell'artropode agente causale: lepidotterismo, erucismo, acariasi, pediculosi, scabbia, tungiasi, glicifagosi, trombiculosi, loxoscelismo ecc...

## Eziopatogenesi
Senza considerare le tantissime dermatosi e parassitosi dovute ad artropodi comuni nelle aree tropicali, gli artropodi che vivono in zone temperate e che anche nello stato di larve sono agenti eziologici delle dermatosi sono centinaia; tra questi
- Imenotteri aculeati: api, vespe, calabroni, formiche;

- Ditteri: zanzare, papatacci, mosche, tafani

- Coleotteri: Lytta vesicatoria, Paederus fuscipes[18][19][20][21]

- Lepidotteri: Thaumetopoea pityocampa, Thaumetopoea processionea, Euproctis chrysorrhoea, e altre farfalle/bruchi.[22][23][24][25]

- Aracnidi: ragni, di cui di particolarmente velenosi alcune tarantole, le vedove Latrodectus tredecimguttatus  ed il ragno violino, e scorpioni. Normalmente non presenti in Italia gli estremamente velenosi Leiurus quinquestriatus, Parabuthus granulatus.

- Acari: Demodex, zecche[26], Dermatophagoides pteronyssinus, Sarcoptes scabiei, Trombicula autumnalis, Glycyphagus domesticus[27][28]

- Rincoti: cimice dei letti,[29][30]

- Pulci: pulce del gatto, pulce del cane.

- Chilipodi (millepiedi): scolopendra, scutigera

Alcuni di essi sono pressoché invisibili ad occhio nudo, come gli acari dei generi Cheyletiella, Sarcoptes e Notoedres, le pulci del genere Ctenocephalides, le zecche e anche la loro identificazione, preventiva o successiva all'insorgere della dermatosi, può essere complessa.
Il contatto con l'uomo può avvenire ovunque, per gli artropodi che volano, ed in diversi contesti, per quelli che non volano: all'aria aperta, sdraiandosi al suolo, in un prato, a contatto di piante infestate da artropodi fitofagi come i bruchi o gli acari Tydeidae , toccando animali d'allevamento o di compagnia oppure all'interno di abitazioni e luoghi di lavoro.
Nelle abitazioni gli artropodi causa di dermatiti possono trovarsi all'interno di mobili o travi lignee tarlati (es. Pyemotes , Scleroderma, Cephalonomia). A volte alcuni artropodi si adattano talmente all'habitat umano da riuscire a riprodursi al suo interno; come le cimici (Cimex lectularius) o come gli acari del genere Dermatophagoides, che possono colonizzare l'interno di materassi ed imbottiture. Altri ancora, come gli acari dei generi Glycyphagus e Lepidoglyphus si sviluppano su prodotti alimentari ammuffiti o sulle pareti inumidite dell'abitazione.Alcuni artropodi sono attratti dal cibo umano, come le formiche dei generi Solenopsis, Pheidole, Tetramorium o dalle luci artificiali, come certi ditteri, imenotteri, emitteri. Altri artrropodi entrano occasionalmente nelle case e vi restano a lungo nascosti all'interno, come gli scorpioni, le scolopendre e molti ragni.
Le dermatosi da artropodi possono avere una patogenesi particolarmente complessa dove alle risposte fisiologiche al danno meccanico possono sovrapporsi reazioni tossiche locali, infiammazione, risposte immunitarie.
A seconda del tipo di aggressione da parte di uno specifico artropode la dermatosi può evolversi con:
- lesioni cutanee di tipo meccanico (dovute perlopiù a morsi o punture a cui non fa seguito alcuna inoculazione di sostanze farmacologicamente attive);

- reazioni infiammatorie locali;

- reazioni tossiche e tossico-irritative;

- reazioni immunomediate;

- parassitosi.

La presenza di acari Demodex sulla pelle potrebbe essere correlata con la patogenesi della rosacea.

## Clinica
Le modalità di aggressione cutanea variano e molteplici sono le risposte cliniche. Le lesioni cutanee prodotte dall'artropode a volte sono patognomoniche e permettono di identificare la specie, il più delle volte però non sono specifiche. Le lesioni sono quasi sempre pruriginose e a strofulo, cioè rilevate e arrossate, a volte sormontate da una vescicola e spesso con, riconoscibile al centro, il segno della puntura o del morso. Le reazioni locali alle punture degli apidi e dei vespidi consistono in bruciore immediato, dolore transitorio e prurito, con eritema, gonfiore e indurimento di un'area estesa attorno fino a pochi centimetri. Il gonfiore e l'eritema solitamente raggiungono il massimo entro 48 h, possono persistere per 1 settimana e possono coinvolgere un'intera estremità. Questa cellulite chimica locale può essere confusa con una infezione batterica secondaria. Analogamente caratterizzate da dolore, più o meno acuto le punture o morsi di altri artropodi che inoculano veleno con l'eccezione di alcuni ragno dal morso indolore dove il dolore può emergere successivamente, nell'arco di 30-60 minuti.  In certi casi, si sviluppa una lesione edematosa, eritematosa e pruriginosa piuttosto che una pustola. Le lesioni più comuni quando non viene inoculato veleno sono papule o pomfi o strofuli.  Le tipiche lesioni a “cunicolo” prodotte dagli acari della scabbia non si presentano nella dermatosi, pseudoscabbia e falsa scabbia, causata da acari parassiti di animali diversi dall'uomo o da acari del genere Pyemotes o da microimentotteri dei generi Scleroderma e Cephalonomia. o per infissione delle micro-setole di acari del genere Glycyphagus o Lepidoglyphus o Aeroglyphus. Le lesioni tipiche della miasi sono caratterizzate da una apertura da cui fuoriesce materiale siero-ematico.
Possono manifestarsi lesioni granulomatose quando parte dell'apparato suggente del parassita o del pungiglione rimangono infissi nella pelle. Nei soggetti sensibilizzati si osservano spesso reazioni allergiche secondarie, locali o generalizzate di tipo eczematoso, papuloso o nodulare. È possibile la sovrapposizione di lesioni eczematose o da impetigine secondaria.  A causa del prurito, spesso intenso, alla dermatosi si associano escoriazioni da grattamento.

## Diagnosi
La diagnosi è clinica e risulta evidente dall'anamnesi e dall'esame obbiettivo. Il riconoscimento della specie dell'artropode molte volte è arduo e fallace. Con rare eccezioni, le lesioni provocate dai diversi artropodi sono di solito difficilmente distinguibili e in molti casi possono somigliare superficialmente ad altre patologie cutanee (follicoliti, orticaria ecc..). Lesioni cutanee vescicolo-bollose prodotte da alcuni artropodi velenosi possono essere confuse con ustioni chimiche o da calore. Le vie aeree superiori e inferiori vanno valutate al fine di individuare eventuali segni di reazione allergica. L'infezione batterica secondaria è rara, ma deve essere considerata quando l'eritema e la tumefazione iniziano in ritardo, uno o due giorni dopo la puntura o morso; quando ci sono segni sistemici di infezione (p. es., febbre, brividi) o il dolore è significativo. La diagnosi di dermatosi dovute ad artropodi scavatori spesso può essere fatta presuntivamente basandosi su un'anamnesi e su lesioni cutanee che si presentino con il tipico "cunicolo" . Se la diagnosi non è chiara o se il trattamento è inefficace, la diagnosi può essere confermata tramite biopsia cutanea.

### Diagnosi differenziale
In presenza di lesioni aspecifiche e non patognomomiche la diagnosi differenziale si pone per l'orticaria, orticaria bollosa, pemfigoide bolloso, dermatite atopica,

## Terapia
Escludendo artropodi velenosi, scavatori o che parassitano stabilmente l'uomo, il trattamento delle dermatosi da artropodi è il più delle volte sintomatico. I corticosteroidi topici o gli antistaminici orali possono essere usati, in base alle necessità, per il controllo del prurito e delle reazioni da ipersensibilità.
Quando l'artropode o sue parti restano incuneati nella pelle vanno rimossi. Nel caso delle setole urticanti di alcuni bruchi si può utilizzare un nastro adesivo.
Lesioni provocate da artropodi velenosi possono richiedere l'escissione dei tessuti necrotizzati. Per il veleno di alcuni artropodi particolarmente velenosi è stato sviluppato un antidoto. Nelle lesioni gravi e nelle infestazioni è consigliata la profilassi antitetanica. 

## Profilassi
l modo più semplice per prevenire le dermatosi da artropodi è quello di ridurre il rischio di contatto, aggressione o infestazione.

### Profilassi ambientale
La presenza e attività degli artropodi dipende strettamente da precisi fattori ambientali (temperatura, umidità) ed ecologici.
Alcune misure di profilassi ambientale possono ridurre sensibilmente il rischio di lesioni cutanee, infestazioni, parassitosi.Disinfestazioni con insetticidi e/o acaricidi su larga scala sono poco pratiche e possono avere un impatto ambientale negativo.
Al contrario la disinfestazione degli ambienti confinati o al chiuso (cortili, abitazioni, luoghi di lavoro, mezzi di trasporto pubblico, ricoveri di animali) riduce sensibilmente il rischio di aggressioni da artropodi.
I cani, i gatti ed altri animali domestici che possono essere infestati, possono essere trattati con idonei prodotti.
Nelle aree ad alto rischio, la protezione delle abitazioni o dei giacigli con zanzariere è consigliata.

### Profilassi comportamentale
La protezione della pelle con indumenti, non infestati da artropodi, riduce il rischio di contatto o aggressione dell'artropode.
Nelle situazioni ad alto rischio sulla pelle esposta e sugli indumenti vanno utilizzati repellenti per insetti, ad esempio N,N-dietil-n-toluamide o Picaridina, che forniscano una protezione per tutto il tempo in cui si è esposti. In situazioni a rischio per quanto possibile si deve evitare il contatto con la vegetazione e animali.  Facendo un bagno o una doccia subito dopo essersi esposti in situazioni a rischio è possibile rimuovere dalla pelle eventuali artropodi non volanti prima che mordano.

## Effetti psicologici
Spesso, quando i soggetti non riescono a risolvere il problema, finiscono per autolesionarsi grattandosi per lenire il prurito o cercando il parassita . Con il prolungarsi di tale situazione i soggetti si stressano e iniziano a manifestare uno stato ossessivo-depressivo, con una sintomatologia molto simile a quella che viene chiamata sindrome di Ekbom o parassitosi delirante, dove chi ne soffre ha la convinzione incrollabile di essere infestato da insetti, acari, pidocchi, vermi o altri microrganismi anche se non è vero.